# Que viva Mexico!
Que viva México! ist ein unvollendeter Film von Sergej Eisenstein, der das Leben im modernen Mexiko veranschaulichen sollte. Eisenstein hatte das Projekt 1930 begonnen, jedoch war die Fertigstellung mit zahlreichen Schwierigkeiten verbunden, sodass es schließlich aufgegeben wurde. Jay Leyda und Zina Voynow nannten den Film Eisensteins „größtes Filmvorhaben und seine größte persönliche Tragödie“.

## Entstehung des Filmmaterials
Produzent des Films war der Amerikaner Upton Sinclair. Sergej Eisenstein durchquerte Mexiko einige Jahre, bis er sehr viel Filmmaterial zusammengetragen hatte. Der Schriftsteller Sinclair verlor aber das Vertrauen in Eisenstein und stoppte 1932 weitere Zahlungen. Eisenstein wurde unterdessen dringlich gebeten, wieder in die UdSSR zurückzukehren. Anders als zu Beginn ausgemacht, überließ Sinclair Eisenstein das gedrehte Material nicht, sondern versuchte es in Amerika zu Geld zu machen. Zuerst versuchte er das Material an ein sowjetisches Filmbüro zu verkaufen, das das Material aber nicht akzeptierte oder nicht wollte. Dann machte er 1933 einen Vertrag mit dem Produzenten Sol Lesser, der daraus den Spielfilm „Thunder over Mexico“ oder auch „Donner über Mexiko“ herstellte. Er verwendete fast ausschließlich das Material aus der zweiten Episode.
1939 bekamen noch Marie Seton und Paul Burnford die Materialien. Diese versuchten, eine Ahnung von Eisensteins Grundgedanken zu vermitteln. Aus Material der ersten und zweiten Episode entstand dann der Film „Time in the sun“ oder auch „Unter Mexikos Sonne“. Jay Leyda 1957 und Grigori Alexandrow 1977 erhielten ebenfalls das Filmmaterial.
Sergej Eisenstein wollte in diesem Film die Vergangenheit und Gegenwart Mexikos und dessen Entwicklung zu einem modernen Staat behandeln. Die moderne Entwicklung sollte im Schluss gezeigt werden, bei dem der Mythos des Todes überwunden wird. Er wollte veranschaulichen, wie die verschiedenen Kulturen miteinander leben. Mit den erhaltenen Teilen des Films kann man nicht mit Sicherheit sagen, ob Eisenstein dieses Ziel erreicht hätte.

## Handlung
Eigentlich sollte der Film aus vier Episoden, einem Epilog und einem Prolog bestehen.

### 1. Episode
Die erste Episode heißt „Sandunga“. Es geht um eine Liebesgeschichte des Mädchens Concepcion, die Jahr für Jahr für eine goldene Halskette spart, damit diese dann an ihrer Hochzeit das wertvollste Schmuckstück ist. Dies ist bei südamerikanischen Indianern eine alte Tradition.

### 2. Episode
Die zweite Episode heißt „Maguey“ oder auf Deutsch „Die Agaven“. Der Peon Sebastian hat eine Braut, die er dem Farmbesitzer nach alter Tradition vorstellen muss. Seine Braut wird dabei von einem betrunkenen Gast vergewaltigt. Dies nimmt Sebastian nicht einfach hin und wehrt sich. Deshalb wird er mit seinen Mitstreitern bis zum Hals in Sand begraben und die Unterdrücker reiten so lange über sie hinweg, bis sie tot sind.

### 3. Episode
Die dritte Episode heißt Fiesta. Es laufen die Vorbereitungen für einen Stierkampf. Zeremoniell ziehen die Matadore ihre Gewänder an. Einer der Matadore verlässt die Arena heimlich, um sich mit einer Frau zu treffen, die verheiratet ist. Dies funktioniert nicht wie gewünscht und der Matador entgeht nur knapp der Rache des Mannes.

### 4. Episode
Die vierte Episode heißt Soldadera. Es geht um das Schicksal der Frauen, die in der mexikanischen Revolution mit Soldaten mitgezogen sind, um sie zu versorgen. Geplant war das Ende dieser Episode mit dem Sieg der Revolution.

### Prolog
Der Prolog zeigt eine Maya-Siedlung, die mythische Skulpturen der Götter und Menschen neben Menschen selbst beinhaltet. Eisenstein filmt die Verwandtschaft von Mythos und Mensch, was in einer Totenfeier endet. 

### Epilog
In dem Epilog wollte Eisenstein den mexikanischen Tag der Toten filmen. Die Masken der Personen fallen und die sozial überkommene Klasse wird als Skelett enthüllt, während die Jugend darunter hervorscheint im Glanz der Revolution und des Endes von Klassenkämpfen.

## Veröffentlichung
Eine Schnittfassung des Materials wurde von Grigori Alexandrow und Esfir Tobak wurde 1979 unter dem Titel Que viva México! veröffentlicht. Im gleichen Jahr erhielt der Film den Goldenen Preis beim internationalen Filmfestival in Moskau. Eine weitere, 85 Minuten lange Schnittfassung von Alexandrow erschien 2001 auf DVD.